# Communauté de communes Val et Plateaux Bortois
Die Communauté de communes Val et Plateaux Bortois ist ein ehemaliger französischer Gemeindeverband mit der Rechtsform einer Communauté de communes im Département Corrèze (9 Gemeinden) in der Region Nouvelle-Aquitaine und im Département Cantal (2 Gemeinden) in der Region Auvergne-Rhône-Alpes. Sie wurde am 1. Januar 2014 gegründet und umfasste zuletzt elf Gemeinden. Der Verwaltungssitz lag im Ort Bort-les-Orgues. Die Besonderheit war die Département- und Regions-übergreifende Mitgliedschaft der Gemeinden.

## Historische Entwicklung
Mit Wirkung vom 1. Januar 2017 fusionierte der Gemeindeverband mit
- Communauté de communes du Pays d’Eygurande,
- Communauté de communes des Sources de la Creuse,
- Communauté de communes Ussel-Meymac-Haute Corrèze sowie
- Communauté de communes des Gorges de la Haute Dordogne

und bildete so die Nachfolgeorganisation Haute-Corrèze Communauté. Bei dieser Gelegenheit wechselten die Gemeinden Beaulieu und Lanobre zur Communauté de communes Sumène Artense. 

## Ehemalige Mitgliedsgemeinden
Die Mitgliedsgemeinden waren:
| Gemeinde               | Einwohner 1. Januar 2022 | Fläche km² | Dichte Einw./km² | Code INSEE | Postleitzahl |
| ---------------------- | ------------------------ | ---------- | ---------------- | ---------- | ------------ |
| Beaulieu               | 84                       | 7,64       | 11               | 15020      | 15270        |
| Bort-les-Orgues        | 2.487                    | 15,07      | 165              | 19028      | 19110        |
| Confolent-Port-Dieu    | 41                       | 8,47       | 5                | 19167      | 19200        |
| Lanobre                | 1.350                    | 40,99      | 33               | 15092      | 15270        |
| Margerides             | 284                      | 11,65      | 24               | 19128      | 19200        |
| Monestier-Port-Dieu    | 133                      | 18,00      | 7                | 19142      | 19110        |
| Saint-Bonnet-près-Bort | 188                      | 17,14      | 11               | 19190      | 19200        |
| Saint-Victour          | 194                      | 14,79      | 13               | 19247      | 19200        |
| Sarroux-Saint Julien   | 867                      | 23,76      | 36               | 19252      | 19110        |
| Thalamy                | 104                      | 11,84      | 9                | 19266      | 19200        |
| Veyrières              | 82                       | 4,10       | 20               | 19283      | 19200        |